# Actinostemon macrocarpus
Actinostemon macrocarpus är en törelväxtart som beskrevs av Johannes Müller Argoviensis. Actinostemon macrocarpus ingår i släktet Actinostemon och familjen törelväxter. Inga underarter finns listade i Catalogue of Life.